# Урсберг
Урсберг (њем. Ursberg) општина је у њемачкој савезној држави Баварска. Једно је од 34 општинска средишта округа Гинцбург. Према процјени из 2010. у општини је живјело 3.419 становника. Посједује регионалну шифру (AGS) 9774116.

## Географски и демографски подаци
Урсберг се налази у савезној држави Баварска у округу Гинцбург. Општина се налази на надморској висини од 508 метара. Површина општине износи 25,4 km². У самом мјесту је, према процјени из 2010. године, живјело 3.419 становника. Просјечна густина становништва износи 135 становника/km².